# Krzysztof Lewandowski (lekkoatleta)
Krzysztof Lewandowski (ur. 8 listopada 1986) – polski lekkoatleta specjalizujący się w skoku w dal.

## Kariera
W roku 2010 reprezentował kraj podczas drużynowych mistrzostw Europy zajmując na tej imprezie 8. miejsce. Bronił barw narodowych w meczach międzypaństwowych w kategorii młodzieżowców.
Medalista mistrzostw Polski seniorów zdobył jeden srebrny (Szczecin 2008) i dwa brązowe (Bielsko-Biała 2012 oraz Toruń 2013) medale. Ma na koncie triumfy w młodzieżowym czempionacie kraju.

## Rekordy życiowe
- skok w dal – 7,92 m (6 września 2008, Zamość) oraz 8,07 m (4 lipca 2008, Szczecin; 2,3 m/s)[3][4].

## Osiągnięcia
| Rok  | Impreza                                 | Miejsce | Pozycja    | Wynik |
| ---- | --------------------------------------- | ------- | ---------- | ----- |
| 2010 | Superliga drużynowych mistrzostw Europy | Bergen  | 8. miejsce | 7,53w |